# Morgan megye (Nyugat-Virginia)
Morgan megye az Amerikai Egyesült Államokban, azon belül Nyugat-Virginia államban található. Megyeszékhelye és legnagyobb városa Berkeley Springs. Lakosainak száma 17 063 fő (2020. április 1.). Morgan megye Allegany, Washington, Berkeley, Frederick és Hampshire megyékkel határos.

## Népesség
A megye népességének változása:
| Lakosok száma | 17 502 | 17 449 | 17 482 | 17 498 | 17 524 | 17 063 |
|               | 2010   | 2011   | 2012   | 2013   | 2015   | 2020   |